# Rapid Hope Loss
Rapid Hope Loss è un singolo discografico del gruppo musicale Dashboard Confessional, pubblicato nel 2004 ed estratto dall'album A Mark, a Mission, a Brand, a Scar.

## Tracce
1. Rapid Hope Loss (album version) – 3:42
2. Hold On – 2:08
3. This Is a Forgery – 3:37